# إكزيما
الإِكزيمة أو النَّمْلَة أو الأكزيما أو الأكزمِا أو التهاب الجلد التأتبي (بالإنجليزية: Dermatitis or Eczema) هو شكل من أشكال التهاب الطبقات العليا من الجلد.
المصطلح يشمل الجفاف المتكرر والطفح الجلدي والذي يتميز بالإحمرار، والحكة، وجفاف، والتقشير.
وهي مجموعة من الامراض تشترك بصفات مع بعضها مثلا ان فيها حكة (لكن ليست كل حكة إكزيمة بالطبع). كذلك فإن فيها تقشر في الجلد واحمرار وفي بعض الأحيان توجد فقاعات.

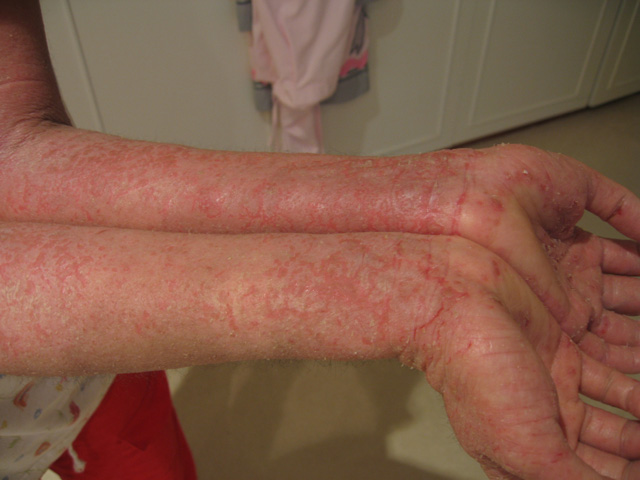
الأكزيما الأكثر شدة

## العلامات والأعراض
تختلف أعراض التهاب الجلد باختلاف أشكال الحالة المختلفة. تتراوح من طفح جلدي إلى طفح جلدي وعرة أو تتضمن بثور. على الرغم من أن كل نوع من أنواع التهاب الجلد له أعراض مختلفة، إلا أن هناك علامات معينة شائعة لجميعهم، بما في ذلك احمرار الجلد، والتورم، والحكة والآفات الجلدية مع الترشح والندوب في بعض الأحيان. أيضا، تميل منطقة الجلد التي تظهر عليها الأعراض إلى الاختلاف مع كل نوع من أنواع التهاب الجلد، سواء على الرقبة أو الرسغ أو الساعد أو الفخذ أو الكاحل. على الرغم من أن الموقع قد يختلف، فإن العرض الرئيسي لهذه الحالة هو حكة في الجلد. في حالات نادرة، قد تظهر في المنطقة التناسلية، مثل كيس الصفن الفرجي. قد تكون أعراض هذا النوع من التهاب الجلد شديدة جدًا وقد تأتي وتختفي. عادة ما يكون التهاب الجلد التماسي المهيج أكثر إيلامًا من الحكة.
على الرغم من أن أعراض التهاب الجلد التأتبي تختلف من شخص لآخر، فإن أكثر الأعراض شيوعًا هي الجلد الجاف والمسبب للحكة والاحمرار. تشمل مناطق الجلد المصابة النموذجية ثنايا الذراعين وظهر الركبتين والمعصمين والوجه واليدين. يشير التهاب الجلد حول الفم إلى طفح جلدي أحمر حول الفم.
تشمل أعراض التهاب الجلد الحلئي الشكل الحكة والوخز والإحساس بالحرقان. توجد حطاطات وحويصلات بشكل عام. عادةً ما يبلغ حجم النتوءات الحمراء الصغيرة التي يعاني منها هذا النوع من التهاب الجلد حوالي 1 سم، حمراء اللون ويمكن العثور عليها مجمعة بشكل متناظر أو موزعة على الجزء العلوي أو السفلي من الظهر والأرداف والمرفقين والركبتين والرقبة والكتفين وفروة الرأس. في حالات أقل، قد يظهر الطفح الجلدي داخل الفم أو بالقرب من خط الشعر.
من ناحية أخرى، تميل أعراض التهاب الجلد الدهني إلى الظهور تدريجيًا، من التقشر الجاف أو الدهني لفروة الرأس (قشرة الرأس) إلى تقشر مناطق الوجه، وأحيانًا مع الحكة، ولكن دون تساقط الشعر. في الأطفال حديثي الولادة، تتسبب الحالة في طفح جلدي كثيف وأصفر، مصحوبًا في الغالب بطفح حفاضات. في الحالات الشديدة، قد تظهر الأعراض على طول خط الشعر، خلف الأذنين، على الحاجبين، وعلى جسر الأنف، وحول الأنف، وعلى الصدر، وأعلى الظهر

## التشخيص
يعتمد تشخيص الأكزيما في الغالب على التاريخ والفحص البدني. في الحالات غير المؤكدة، يمكن أخذ خزعة من الجلد للتشخيص المرضي للالتهاب الجلدي. قد يكون الأشخاص المصابون بالأكزيما معرضين بشكل خاص لسوء التشخيص لحساسية الطعام.

## التصنيف
يشير مصطلح «الأكزيما» إلى مجموعة من الخصائص السريرية. كان تصنيف الأمراض الأساسية عشوائيًا مع العديد من أنظمة التصنيف المختلفة، ويتم استخدام العديد من المترادفات لوصف نفس الحالة.
يمكن وصف نوع من أنواع التهاب الجلد حسب الموقع (على سبيل المثال، أكزيما اليد)، أو بمظهر محدد (أكزيما كراكيل أو ديسكود) أو بسبب سبب محتمل (إكزيما الدوالي). إضافة إلى الارتباك، تستخدم العديد من المصادر مصطلح الإكزيما بالتبادل للنوع الأكثر شيوعًا: التهاب الجلد التأتبي.
نشرت الأكاديمية الأوروبية لأمراض الحساسية والمناعة السريرية (EAACI) ورقة موقف في عام 2001، تبسط تسمية الأمراض المتعلقة بالحساسية، بما في ذلك الأكزيما التلامسية والحساسية. لا تتأثر الإكزيما غير التحسسية بهذا الاقتراح.

### التصنيف التشريحي المرضي
عن طريق علم التشريح المرضي، يمكن تصنيف التهاب الجلد السطحي (في البشرة والأدمة الحليمية والضفيرة الوعائية السطحية) بشكل أساسي إلى أي من المجموعات التالية:
الآفات الحويصلية
مرض جلدي بثري
غير حويصلي، غير بثرى
مع تغيرات البشرة
بدون تغيرات البشرة.
هناك عدة أنواع من التهاب الجلد بما في ذلك التهاب الجلد التأتبي، والتهاب الجلد التماسي، والتهاب الجلد الراكد والأكزيما الدهنية. يستخدم الكثير مصطلح التهاب الجلد والأكزيما بشكل مترادف.
يستخدم البعض الآخر مصطلح الأكزيما ليعني على وجه التحديد التهاب الجلد التأتبي. يُعرف التهاب الجلد التحسسي أيضًا باسم الأكزيما الاستشرائية. في بعض اللغات، التهاب الجلد والأكزيما يعنيان الشيء نفسه، بينما في اللغات الأخرى يشير التهاب الجلد إلى حالة حادة والإكزيما حالة مزمنة.

### الأنواع الشائعة
يمكن الإشارة إلى تشخيص الأنواع برموز محددة وفقًا للتصنيف الإحصائي الدولي للأمراض والمشكلات الصحية ذات الصلة (ICD).
التهاب الجلد التحسسي هو مرض تحسسي يُعتقد أنه يحتوي على مكون وراثي وغالبًا ما يصيب العائلات التي يعاني أفرادها من الربو. يمكن ملاحظة الطفح الجلدي المسبب للحكة بشكل خاص على الرأس وفروة الرأس والرقبة وداخل المرفقين وخلف الركبتين والأرداف. إنه شائع جدًا في البلدان المتقدمة والصاعدة. أحيانًا يتم تشخيص التهاب الجلد التماسي المهيج بشكل خاطئ على أنه التهاب الجلد التأتبي. الإجهاد يسبب التهاب الجلد التأتبي.
التهاب الجلد التماسي نوعان: حساسية (ناتجة عن تأخر رد فعل لمسبب حساسية، مثل اللبلاب السام، النيكل، أو بلسم بيرو)، ومهيّج (ناتج عن رد فعل مباشر للمنظفات، مثل كبريتات لوريل الصوديوم، فمثلا).
تعمل بعض المواد كمسبب للحساسية ومهيِّج (أسمنت رطب، على سبيل المثال). تسبب مواد أخرى مشكلة بعد التعرض لأشعة الشمس، مما يؤدي إلى التهاب الجلد السام للضوء. حوالي ثلاثة أرباع حالات الأكزيما التلامسية من النوع المهيج، وهو أكثر الأمراض الجلدية المهنية شيوعًا. الأكزيما التلامسية قابلة للشفاء، شريطة تجنب المادة المسيئة وإزالة آثارها من البيئة. (ICD-10 L23 ؛ L24 ؛ L56.1 ؛ L56.0)

### التهاب الجلد الدهني
التهاب الجلد الدهني أو التهاب الجلد الدهني («غطاء المهد» عند الرضع) هو حالة تصنف في بعض الأحيان على أنها شكل من أشكال الأكزيما التي ترتبط ارتباطًا وثيقًا بالقشرة. يسبب تقشير جاف أو دهني لفروة الرأس والحاجبين والوجه وأحيانًا الجذع. في الأطفال حديثي الولادة، يتسبب في طفح جلدي سميك، أصفر، متقشر يسمى غطاء المهد، والذي يبدو مرتبطًا بنقص البيوتين ويمكن علاجه غالبًا. (ICD-10 L21؛ L21.0)

### عسر التعرق
يحدث خلل التعرق (الأكزيما خلل التعرق، التهاب المفاصل، التهاب الجلد الحشوي النخاعي) فقط في راحة اليد، وباطن، وجوانب الأصابع والأصابع. تترافق النتوءات غير الشفافة الصغيرة التي تسمى الحويصلات والسمك والشقوق بالحكة التي تزداد سوءًا في الليل. نوع شائع من أكزيما اليد، يزداد سوءًا في الطقس الدافئ. (ICD-10 L30.1)
تتميز الأكزيما القرصية (الأكزيما العددية، والأكزيما النضحية، والأكزيما الميكروبية) ببقع مستديرة من الطفح الجلدي أو الجاف، مع حدود واضحة، غالبًا في الجزء السفلي من الساقين. عادة ما يكون أسوأ في الشتاء. السبب غير معروف، وتميل الحالة إلى القدوم والذهاب. (ICD-10 L30.0)

### اكزيما وريدية
تحدث الأكزيما الوريدية (الأكزيما التثاقلية، التهاب الجلد الراكد، أكزيما الدوالي) في الأشخاص الذين يعانون من ضعف الدورة الدموية، الدوالي والوذمة، وهي شائعة بشكل خاص في منطقة الكاحل للأشخاص فوق سن 50. هناك احمرار، قشور، سواد الجلد، و مثير للحكة. الاضطراب يؤهب لقرحة الساق. (ICD-10 I83.1)

### التهاب الجلد الحلقي
التهاب الجلد الحلقي الشكل (مرض دورينغ) يسبب طفح جلدي شديد الحكة ومتماثل في الذراعين والفخذين والركبتين والظهر. وهو مرتبط مباشرة بمرض الاضطرابات الهضمية، وغالبًا ما يمكن إعادته إلى نظام غذائي مناسب، ويميل إلى أن يزداد سوءًا في الليل. (ICD-10 L13.0)

### التهاب الجلد العصبي
التهاب الجلد العصبي (الحزاز البسيط المزمن والتهاب الجلد الخدش الموضعي) هو منطقة مثيرة للحكة من رقعة الأكزيما المصبوغة السميكة التي تنتج عن الاحتكاك والخدش المعتاد. عادة، هناك بقعة واحدة فقط. غالبًا ما يمكن علاجه من خلال تعديل السلوك والأدوية المضادة للالتهابات. Prurigo nodularis هو اضطراب ذو صلة يظهر كتلًا متعددة. (ICD-10 L28.0 ؛ L28.1)

### التأزم الذاتي
التأزم الذاتي (تفاعل الهوية، التحسس الذاتي) هو رد فعل أكزيمائي للعدوى بالطفيليات أو الفطريات أو البكتيريا أو الفيروسات. إنه قابل للشفاء تمامًا مع إزالة العدوى الأصلية التي تسببت فيه. يختلف المظهر اعتمادًا على السبب. يحدث دائمًا على مسافة من الإصابة الأصلية. (ICD-10 L30.2)
هناك أكزيما متراكبة بالعدوى الفيروسية (إكزيما هربسيوم أو لقاح)، وإكزيما ناتجة عن مرض تحتي (مثل سرطان الغدد الليمفاوية). الإكزيما الناشئة عن تناول الأدوية والأطعمة والمواد الكيميائية لم يتم تنظيمها بشكل واضح بعد. توجد اضطرابات أكزيمائية نادرة أخرى بالإضافة إلى تلك المذكورة هنا.

## المسببات

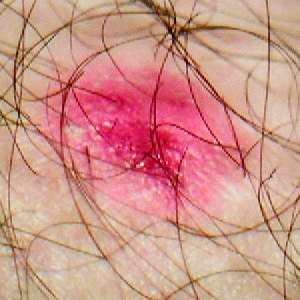
بقعة من الأكزيما التي تم خدشها

### أنواعها
1. إكزيمة الطفولة سببها على الأغلب وراثي، وتصير في العائلات المعروفة بحالات الربو وحساسية الربيع. يكون الطفح على الجلد على الوجه وجلدة الرأس والرقبة وداخل المرفق وخلف الركبة ومنطقة العجز. وهو منتشر في البلدان الصناعية المتقدمة ويظن أن سبب ذلك هو النظافة الكثيرة. وهي تقل كلما كبر الطفل وإذا بقيت في الإنسان عندما يكبر فإنها تكون في طيات المرفق وطيات الركبة.
2. إكزيمة التلامس تكون من نوعين:
  1. allergic أي حساسية إذا تلامس الجلد مع مواد معينة مثل معدن النيكل، وتكون من نوع الحساسية البطيئة الظهور.
  2. أو irritant بسبب تفاعل مباشر إذا تلامس الجلد مع مادة مذيبة مثل sodium lauryl sulfate.
  3. وقد تكون خليط من النوعين مثلا في حالة السمنت المبلل. ممكن الشفاء منها إذا تجنب المصاب التلامس مع المادة المسببة.
3. الإكزيمة المتسببة من التلامس الكثير مع الماء والصابون: phototoxic dermatitis إذا تلامس الجسم مع مواد معينة ثم تعرض للشمس فيحصل عنده الأعراض.
4. الإكزيمة المتسببة من تورم الساق خاصة الجزء السفلي من الساق.
5. الإكزيمة التي يكون فيها الكثير من التقشر في الجلد وسببه نوع من الفطريات في الجلد وتحدث في جلدة الرأس والوجه وطيات الجلد بين الخدود والانف.

### الإكزيمة الدهنية
يصيب هذا النوع من الإكزيمة البالغين و الأطفال بطرق مختلفة، فعند البالغين تصيب فروة الرأس و المناطق المركزية من الوجه مثل الحاجبين و الانف و الرموش و تصبح المناطق المصابة حمراء مع قشور بيضاء أو صفراءعليها مع حكة أحيانا، و عند الرجال يمكن أن تنتشر هذه الحالة في منطقة اللحية و المناطق ذات الشعر في أعلى الصدر و الظهر،
كما تسبب في حالاتها المعتدلة قشرة الرأس، تشتد في فترة الشتاءو تخف صيفاً, تشتد عند مرضى داء باركنسون و الشلل الرعاشي و عند مرضى الإيدز، أسبابها : فطر خميري يدعى الوبيغاء البيضوية، مع فرط الإفراز الدهني الناتج عن الهرمون الذكري.
عند الأطفال الرضع و حديثي الولادة تظهر بشكل رئيسي في الفروة و تحدث قشور بيضاء أو صفراء ملتصقة بفروة الرأس

### الإكزيمة ربات البيوت
إن الأشخاص الذين يستعملون باستمرار سوائل الغسيل و المساحيق و المنظفات و الشامبو يؤذون جلد أيديهم في أغلب الأحوال فيصبح جافاً و خشناً و محمراً و يمكن أن يثخن و يتشقق و يصبح متقشراً و حاكاً، و مثل هذا النوع من الإكزيمة يظهر عند الأشخاص الذين تتعرض أيديهم باستمرار للمواد الكيميائية المخرشة أثناء عملهم و عند بعض سيدات البيوت.

### الإكزيمة المخرشة
يميل الجلد عند الأشخاص المسنين إلى الجفاف في منطقة الساقين و هذا يؤدي إلى حمرة و تقشر و حكة.

### عُسر التعرق
في هذا النوع من الإكزيمة تنتشر النفطات الحاكة في راحة اليدين و أخمصي القدمين و يمكن لهذه النفطات أن تنفجر و تنزف و تسبب ضعفاً و اهتراء في المناطق المجاورة، و بعضها الآخر يزول دون أن ينفجر و يخلف بقعاً بنية تحت الجلد.
يمكن أن تدوم بعض أنواع الأكزيميا لمدة أسبوعين أو أربعة أسابيع ثم تختفي تلقائياً و تميل الهجمة للشفاء، و في بعض الهجمات السيئة قد يشعر المصاب بالوهن.

### الإكزيمة القرصانية
حالة مجهولة السبب تظهر بشكل أقراص حمراء متقشرة و نازفة و حاكة على اليدين و الساقين في أغلب الأحيان، تدوم الإصابة لعدة أشهر ثم تختفي من تلقاء نفسها و يكون شفاؤها دون رجعة.

### التهاب الجلد الحلقي الشكل
يظهر في هذا الاضطراب النادر نفطات على الأرداف، الظهر، فروة الرأس، الأطراف و على ظهر اليدين و القدمين، و تكون النفطات حاكة بشدة و ربما تستمر لعدة أشهر أو سنوات، و إذا حدثت الإصابة في مرحلة الطفولة فإنها تحدث بشكل هجمات تتخللها فترة من الهجوع ثم تشفى نهائياً في سن البلوغ.
يحدث التهاب الجلد الحلئي عادةً بسبب الأرجية تجاه بروتين القمح (الغلوتين أو الغروين) الذي يمكن أن يسبب أيضاً في الأمعاء اضطراباً يؤدي إلى إصابة بالإسهال المزمن، و في حالات أخرى يكون السبب مجهولاً.
المضاعفات: إن الإكزيمة والتهاب الجلد ليسا خطرين على صحة الإنسان ولكن يمكن أن يكونا مزعجين له، و نلفت النظر إلى أنه إذا تفجرت النفطات أو إذا حكت فإن ذلك قد يؤدي إلى انتقال الإصابة إلى منطقة أخرى.

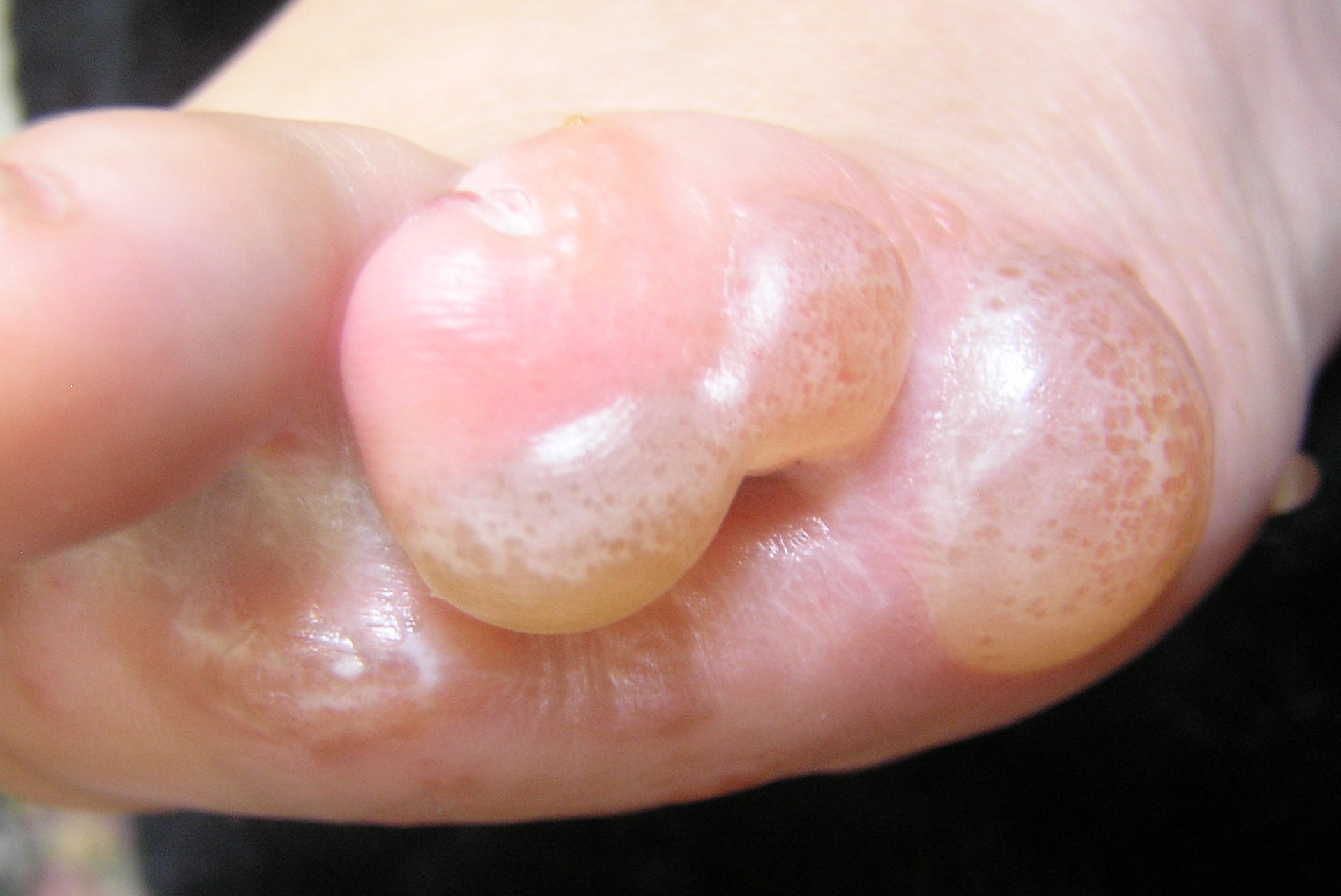
الأكزيما المعقدة تعالج بمزيج من مضاد فطري وكورتيكوستيرويد بشكل متزامن.

## العلاج
العلاج الذاتي: يفيد كثيراً اتباع الإرشادات التالية:
تتحسن إكزيمة اليدين إذا ارتدى المصاب قفازات مطاطية فوق قفازات من القطن لفترات قصيرة أثناء استعمال المواد المخرشة مثل مواد التنظيف.
1. تجفيف اليدين جيداً بعد غسلهما، ودهنهما بمرهم غير معطر عدة مرات يومياً.
2. تجنب مسببات التهاب الجلد بالتماس يؤدي إلى اختفاء الحالة خلال أسابيع قليلة.
3. يمكن تسريع عملية الشفاء باستعمال مرهم ستيروئيدي يحوي 5% هيدروكورتيزون، شريطة عدم تعريض الجلد أبداً للمواد المخرشة.
4. إن كان السبب هو الحساسية من بعض أنواع الطعام، فيمكن تجربة حمية انتقائية لكشف أنواع الطعام المسببة للحالة. لكننا ننصح باستشارة الطبيب قبل بدء أي نوع من الحمية لأن الأخطاء في ذلك قد تؤدي إلى مضاعفات سيئة، وهو يرتب إجراء اختبارات خاصة لمعرفة أسباب الأرجية.
العلاج الاختصاصي:
بالاعتماد على نوع الإكزيمة ربما يصف الطبيب مرهماً ستيروئيدياً ليسرع عملية الشفاء الطبيعية، أو ربما يحاول اكتشاف السبب الباطني، وهذا ربما يتطلب إجراء اختبارات عامة للدم والجلد ليقرر سبب الأرجية الموجودة، وإذا شك بوجود التهاب جلد بالتماس، عندها قد يضع بعض المواد المشتبه بها كمسبب للأرجية، فوق الجلد مباشرة لمعرفة أياً منها هو السبب.
يمكن التحكم بالتهاب الجلد الحلئي الشكل الناتج عن الأرجية تجاه الغروين بالحمية من الطعام المحتوي عليه.
وفي كل الأحوال إذا لم يعرف سبب الأرجية الباطني، فإن الطبيب سيصف لمريضه العلاج المناسب.

## الوقاية
الأشخاص الذين لديهم إكزيما لا يجب أن يتطعّموا ضد الجدرة بسبب خطر الأكزيما اللقاحية النامية والتي هي حالة خطيرة و أحياناً قاتلة.

## اقرأ أيضًا
- حساسية
- الحساسية عند الأطفال
- حساسية الحليب
- حساسية الطعام